# Nationaal park Kalamunda
Nationaal park Kalamunda is een nationaal park in de Darling Scarp, 30 kilometer ten oosten van Perth in West-Australië.
Het park werd naar de nabijgelegen plaats Kalamunda vernoemd. De naam is een samentrekking van twee woorden die Aborigines van oorsprong zijn. 'Cala' betekent "vuur, huis of nederzetting" en 'mun-da' betekent "bos of bush".
De 'Piesse Brook' stroomt door het park. In de vallei van deze beek groeien jarrah-, marri- en wandoobomen. Ook de weinig voorkomende Eucalyptus laeliae ('Darling Range ghost gum') met zijn witte poederige schors vindt men er terug. In het park groeien enkele zeer zeldzame planten die nergens anders voorkomen.
In het nationaal park Kalamunda kan worden paardgereden en gewandeld. Er zijn twee wandelpaden uitgestippeld, de 'Schipp Road Walking Trail' en de 'Rocky Pool Walk'. Het noordelijke uiteinde van het ongeveer duizend kilometer lange Bibbulmunwandelpad bevindt zich in het park.
Nationaal park Kalamunda ligt in de Important Bird Area (IBA) 'Mundaring-Kalamunda'. De IBA werd uitgeroepen omdat het een belangrijke verblijfplaats voor de bedreigde langsnavelraafkaketoe is. Men kan in de IBA ook de dunsnavelraafkaketoe, roodkapparkiet, Stanleyrosella, roesthalshoningvogel, Kaap leeuwin-doornsnavel, grijsborstvliegenvanger, grijswitte vliegenvanger, de roodoorastrild en het roodvleugelelfje waarnemen.

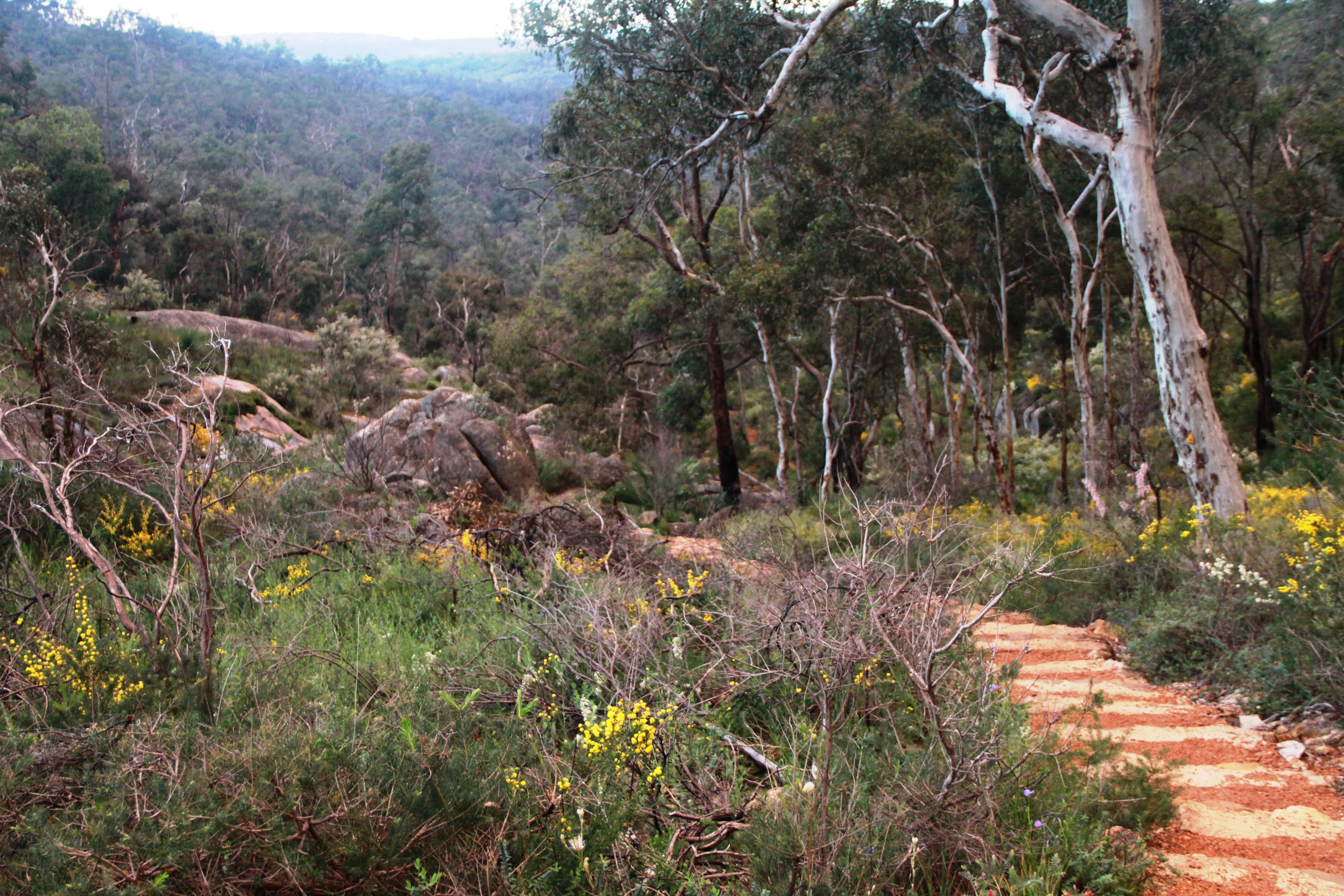
Bibbulmun Rocky Pool Track